# Амниотическая жидкость

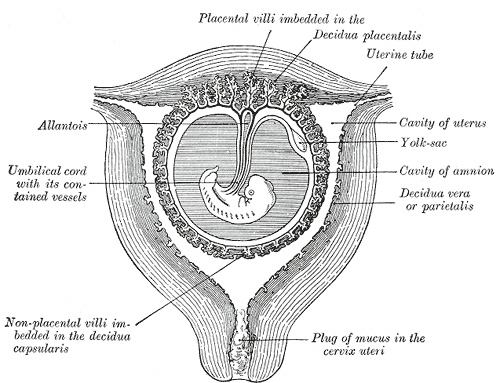

Амниотическая жидкость (лат. liquor amnii; также околоплодные воды, плодные воды) — биологически активная жидкая среда, находящаяся внутри плодных оболочек во время беременности. Амниотическая жидкость окружает плод и является его естественной средой, играя при этом существенную роль в обеспечении его жизнедеятельности. К самым важным функциям амниотической жидкости относятся её роль в процессе обмена веществ плода, а также защита плода от всяческих внешних воздействий.
От состояния амниотической жидкости зависит благополучное течение беременности.
В норме амниотическая жидкость самопроизвольно изливается из организма женщины перед началом естественных родов или во время их. В случае стимуляции родов иногда применяется искусственное прокалывание околоплодного пузыря, за которым следует излитие вод. Преждевременное излитие околоплодных вод при последующем отсутствии родовой деятельности является показанием к родоразрешению беременной.

## Функции
Амниотическая жидкость выполняет следующие физиологические функции для жизнеобеспечения плода и благополучного течения беременности:
- питание плода — содержит питательные вещества, которые плод систематически поглощает, проглатывая небольшие порции жидкости, либо (на ранних сроках беременности) путём всасывания через кожу;
- поддержание постоянного режима давления;
- поддержание постоянного температурного режима — при отсутствии повышения температуры в организме матери внутри плодных оболочек постоянно поддерживается температура порядка 37 градусов;
- защита плода и пуповины от механических воздействий извне — водная среда значительно амортизирует толчки и давления, поступающие извне, и не позволяет пуповине оказаться пережатой;
- защита плода от инфекций, что обеспечивается за счёт герметичности плодного пузыря, а также наличия иммуноглобулинов в составе жидкости;
- обеспечение плоду свободного совершения движений и удобства передвижений внутри плодных оболочек;
- защита плода от шумового воздействия — приглушает звуки извне.

## Характеристика
Амниотическая жидкость представляет собой секрет эпителием амниона (водной оболочки). Прозрачная или несколько мутная, содержит чешуйки эпидермиса, первородной смазки и пушковые волосы плода. Содержит микроэлементы, гормоны (адреналин, норадреналин, эстриол, кортизол, тироксин), ферменты, калий, кальций, натрий, мочевину, глюкозу, альбумин, простагландины E2 и F2α, иммунные факторы, а также продукты жизнедеятельности плода.
Околоплодные воды человека меняются каждые 3 часа. Объём амниотической жидкости зависит от срока беременности и функции системы мать — плацента — плод: в 12 недель — 40—50 мл, в 20 недель — 400 мл, в 36—40 недель — 800—1000 мл. Интенсивное образование жидкости наблюдается в первые месяцы беременности, поэтому в последние недели объём вод составляет около 0,5—2 л. С началом родов пузырь с околоплодными водами способствует нормальному раскрытию шейки матки. После её раскрытия на пике схваток пузырь лопается и воды изливаются.

## Пренатальная диагностика
Амниотическая жидкость — важный источник, по анализу которого судят о состоянии плода. Данные, полученные путём амниоцентеза, позволяют выявить врожденные и генетические болезни плода. Исследование полового хроматина в клетках эпидермиса, содержащиеся в амниотической жидкости, позволяет определить пол плода, а также такие болезни как гемофилия, болезнь Арана-Дюшенна.
Биохимическое исследование амниотической жидкости позволяет судить о наличии нарушений обменных процессов плода, диагностировать гипоксию. Также по околоплодным водам можно установить группу крови малыша.
Если состояние матери требует вызова преждевременных родов, исследуя амниотическую жидкость, устанавливают количество лецитина и сфингомиелина. По ним можно судить о степени зрелости легких плода, то есть его способность дышать самостоятельно вне лона матери.